# Rb-lok
Rb-lok var en förserie ellok för tung linjetjänst (totalt 6 st) inför serieleveranserna av Rc-loken (totalt 366 st). Till det yttre var Rb-loken relativt lika Rc-loken, även om Rb-loken (till skillnad mot Rc-loken) hade något lägre vindruta och slät utsida. Det pågick tillverkning av liknande ellok i flera andra länder men av sysselsättningspolitiska skäl lades beställningen till den nationella järnvägsindustrin. 
Rb-loken tillverkades i totalt sex exemplar och fanns i tre versioner; Rb1, Rb2 och Rb3. De skilde sig något vad gällde drivutrustningen. Loken användes för att testa olika tekniska lösningar och resultatet blev Rc-loket som började levereras 1967. Det fanns behov av en ny generation elektriska linjelok då SJ hade ett behov att ersätta de gamla D-loken. Dessutom behövde Asea av sysselsättningspolitiska skäl ett nytt uppdrag och det ansågs då vara lämpligt att Asea fick skaffa sig erfarenhet av likströmslok. Redan under 1920-talet hade dock dioden kommit så långt i utvecklingen att den var användbar inom elkraftområdet. 
Under projektets gång kom tyristorn (en mycket snabb "strömbrytare" som kan reglera flera tusen ampere) att framstå som ett intressantare alternativ än dioden och därmed fick Rc-serien inte reglerutrustning av "diodtyp" utan av tyristortyp. Rb-loken rönte däremot vissa framgångar utomlands där bland annat Rumänien (operatören CFR) köpte en sexaxlig variant av Rb, liksom Jugoslavien (operatören JZ). Det norska loket El15, som nu rullar hos Hector Rail som 161, är också en konstruktion som delvis är baserad på Rb.
Ett av Rb-loks boggier användes för ett svenskt spårbytestågprojekt, som SJ försökte att konstruera under 1980-talet (spårbyteståget fick senare skrotas).

## Rb1
Rb1-loken nr 1001 och 1002 byggdes av Asea tillsammans med ASJ som likriktarlok. De var utrustade med högspänningsreglering. Efter transformering likriktades spänningen med dioder. Loken drevs med likströmsseriemotorer i stället för enfasseriemotorer som på tidigare lok. Det var dessa två lok som sedan blev modell för de exporterade loken eftersom den lösningen är den bästa vid linjespänning 25 kV  50 hz, som används i Rumänien och f.d. Jugoslavien (utom Slovenien).  De var redan från början byggda med export i åtanke, så lokkorgen på dessa lok var byggd efter den smalare internationella profilen 310 cm. När tyristorn blev möjlig att använda för hastighetsreglering av lok, byggdes individ 1001 om till tyristorlok och kallades för Rb1T. Det var detta lok som blev prototypen för Rc-loken.

## Rb2
1003 och 1004 tillverkades av Asea och Nohab. Dessa lok hade samma typ av reglersystem och motorer som Ma och F nämligen spänningsreglering på högspänningssidan och växelströmsmotorer av serietyp. Det är en konstruktion som inte fungerar så bra ihop med linjespänning 25 kV 50 Hz som användes på flera exportmarknader.  Loken fungerade bra, men eftersom diodtekniken i Rb1-loken var intressantare fick dessa lok ingen efterföljare vare sig i Sverige eller utomlands. Loken slopades av SJ, i 1003:s fall till juni 1975 och i 1004:s fall i juni 1976. Båda loken hade stått avställda en tid före slopandet.

## Rb3
1005 och 1006 tillverkades av Asea tillsammans med Motala verkstad. Tekniskt sett var dessa lok av samma typ som Rb2-loken. Inte heller dessa lok fick någon efterföljare. 1005 slopades i december 1975 och 1006 ett halvår senare, i maj nästkommande år. Även dessa lok hade stått avställda ett tag innan de slopades.

## Tekniska data Rb-lok
|                               | Rb1         | Rb2         | Rb3         |
| ----------------------------- | ----------- | ----------- | ----------- |
| Allmänt                       |             |             |             |
| Operatör                      | SJ          | SJ          | SJ          |
| Tillverkningsår               | 1962        | 1962        | 1962        |
| Antal tillverkade             | 2 st        | 2 st        | 2 st        |
| Status                        | prototyp    | prototyp    | prototyp    |
| Tillverkare mek del           | ASJ         | Nohab       | Motala v    |
| Tillverkare el del            | Asea        | Asea        | Asea        |
| Axelföljd                     | Bo'Bo'      | Bo'Bo'      | Bo'Bo'      |
| Vikt                          | 74,4 t      | 73,6 t      | 75,2 t      |
| Axellast                      | 18,6 t      | 18,4 t      | 18,8 t      |
| Max dragkraft                 | 250 kN      | 250 kN      | 250 kN      |
| Max hastighet                 | 120 km/h    | 120 km/h    | 120 km/h    |
| Korg                          |             |             |             |
| Lös                           | 15 470 mm   | 15 460 mm   | 15 470 mm   |
| Boggie avstånd                | 7 700 mm    | 7 700 mm    | 7 700 mm    |
| Höjd över fälld strömavtagare | 4 500 mm    | 4 500 mm    | 4 500 mm    |
| Korgbredd                     | 3 100 mm    | 3 145 mm    | 3 145 mm    |
| Koppeltyp                     | skruvkoppel | skruvkoppel | skruvkoppel |
| Utvändig yta                  | slät plåt   | slät plåt   | slät plåt   |
| Utvändig färg                 | orange      | orange      | orange      |
| Boggier                       |             |             |             |
| Spårvidd                      | 1 435 mm    | 1 435 mm    | 1 435 mm    |
| Axelavstånd                   | 2 700 mm    | 3 000 mm    | 2 900 mm    |
| Hjuldiameter, nytt            | 1 300 mm    | 1 300 mm    | 1 300 mm    |
| Primärfjädring                | xxxxx       | xxxxx       | xxxxx       |
| Sekundärfjädring              | xxxxxxxxxx  | xxxxx       | xxxxx       |
| Broms                         | blockbroms  | blockbroms  | blockbroms  |
| Boggievikt                    | xx,x t      | xx,x t      | xx,x t      |
| Min horisontell kurvradie     | xx m        | xx m        | xx m        |
| Elutrustning                  |             |             |             |
| Kontaktledningsspänning       | 15 kV       | 15 kV       | 15 kV       |
| Kontaktledningsfrekvens       | 16 2/3 Hz   | 16 2/3 Hz   | 16 2/3 Hz   |
| Max kont effekt               | 3,2 MW      | 3,3 MW      | 3,3 MW      |
| Drivmotorbeteckning           | LJE108      | KJ116       | KJ116       |
| Drivmotortyp                  | DC          | AC          | AC          |
| Max effekt tågvärmeledning    | xxx kVA     | xxx kVA     | xxx kVA     |